# Creditmetoden
Creditmetoden är ett tillvägagångssätt för skattemyndigheter och skattedomstolar i olika stater att förhindra att dubbelbeskattning sker.
Creditmetoden innebär att bosättningslandet enligt intern rätt, eller den stat där den skattskyldige har sitt hemvist enligt dubbelbeskattningsavtal, beskattar den utländska inkomsten men medger avräkning från dess egen skatt för den skatt som erlagts i den andra staten.
Tillämpas inget dubbelbeskattningsavtal ska istället lagen (1986:468) om avräkning av utländsk skatt tillämpas.
Denna metod är föreslagen i artikel 23 B i OECD:s modellavtal som en av två metoder för att undvika dubbelbeskattning.
Den andra metoden som föreslås är exemptmetoden.

## Full credit
Om avräkning sker för hela skatten betecknas detta som full credit.

## Vanlig avräkning
Vid vanlig avräkning (en ordinary credit) medger hemviststaten avräkning för utländsk skatt från dess egen skatt med högst så stor del som belöper på den utländska inkomsten, detta sker enligt den så kallade per item-principen. Avräkningen beräknas för varje inkomst för sig.
Om alla inkomster från ett och samma land avräknas samtidigt betecknas principen som overall-principen. Den ger i allmänhet ett fördelaktigare resultat för den skattskyldige.

## Omvänd avräkning
Omvänd avräkning innebär att utbetalande stat (källstaten) medger avräkning för den skatt som betalats i hemviststaten. Denna metod används bland annat vid utbetalningar enligt socialförsäkringen till personer med hemvist i Spanien.
Skattereduktionen är i allmänhet begränsad till det lägre av 
- skatten som debiterats i hemviststaten och
- den skatt som de facto erlagts i den andra staten enligt per item-principen.

## Förfarande
I allmänhet måste den skattskyldige begära att reduktion ska ske eftersom skattemyndigheterna inte ex officio tillämpar creditmetoden.
Den skattskyldige ska lämna de uppgifter som behövs för prövningen av begäran om avräkning av utländsk skatt.
Av praxis framgår att bestämmelsen skall tolkas så att det för avräkning krävs att den som begär avräkning dels är den som är skattskyldig för såväl svensk som utländsk skatt, dels är den som i civilrättslig mening har haft den intäkt som har belastats med den utländska skatten.